# DNA (canción de Little Mix)
«DNA» —en español: «ADN»— es una canción interpretada por la agrupación femenina de origen británico Little Mix, perteneciente a su primer álbum de estudio de nombre homónimo DNA, programado para lanzarse en noviembre de 2012. La agrupación la compuso con ayuda de Iain James y TMS, quienes también ayudaron a componer su anterior sencillo, «Wings». El 7 de octubre, la interpretaron por primera vez en los BBC Radio 1 Teen Awards junto con «Wings».

## Descripción
«DNA» es una balada de género electro compuesta por las propias intérpretes con ayuda de Iain James y TMS, quienes también ayudaron a componer su anterior sencillo, «Wings». La canción sonó por primera vez en la estación de radio británica In:Demand el 1 de octubre de 2012.

## Comentarios de la crítica
El sitio That Grape Juice la describió como «un himno pop pulsante». Chris de Yahoo! comentó que su estribillo es «explosivo». Trent Maynard de 4Music dijo que es «un giro mucho más oscuro» para el grupo, pero que igualmente es «pegadizo» como su anterior sencillo.

## Formatos y remezclas
- Descarga digital

| DNA — EP |                            |          |  |
| N.º      | Título                     | Duración |  |
| 1.       | «DNA»                      | 3:56     |  |
| 2.       | «DNA» (Kat Krazy Club Mix) | 5:33     |  |
| 3.       | «DNA» (Eyes Remix)         | 4:43     |  |
| 4.       | «DNA» (Instrumental)       | 3:57     |  |

## Posicionamiento en listas

### Semanales
| Australia   | Australian Singles Chart | 48 |
| Escocia     | Scottish Singles Chart   | 3  |
| Eslovaquia  | Radio Top 100 Chart      | 46 |
| Irlanda     | Irish Singles Chart      | 8  |
| Reino Unido | UK Singles Chart         | 3  |

### Certificaciones
| País        | Organismo certificador | Certificación | Ventas certificadas | Ref.   |
| ----------- | ---------------------- | ------------- | ------------------- | ------ |
| Australia   | ARIA                   | Oro           | 35 000              | [ 13 ] |
| Brasil      | PMB                    | Oro           | 20 000              | [ 14 ] |
| Reino Unido | BPI                    | Oro           | 400 000             | [ 15 ] |

## Créditos y personal
- Voz: Little Mix.
- Composición: Little Mix, Iain James y TMS.

Fuente: UnrealityTV.